# Plato (Magdalena)
Plato é um município da Colômbia, localizado no departamento de Magdalena.